# محمد بن عبدالملک زیات
محمد بن عبدالملک زَیّات (۷۸۹-۸۴۷م) (نسب: ابوجعفر محمد بن عبدالملک بن أبان بن ابی‌حمزهٔ زَیّات) ادیب، شاعر، کاتب، لغوی و نحوی عربی بغدادی و وزیر عباسی بود که به خشونت و تکبر و بی‌رحمی شهره بود.